# Бромид алюминия
Броми́д алюми́ния (бромистый алюминий) — это неорганическое бинарное соединение. Химическая формула {\displaystyle {\mathsf {{\stackrel {+3}{Al}}{\stackrel {-1}{Br}}_{3}}}}. Вещество представляет собой соль алюминия и бромоводородной кислоты. В твердом и жидком состоянии существует в форме димера: Al2Br6.

## Физические свойства
Безводный бромид алюминия представляет собой бесцветное кристаллическое вещество, плавящееся при температуре 97,5 °C; температура кипения: 255 °C.
В твёрдой и жидкой фазе существует в форме димера Al2Br6, частично диссоциирующего в AlBr3, в газовой фазе масс-спектры показывают наличие ди-, тетра- и гексаформ: Al2Br6, Al4Br12, Al6Br18 соответственно.
Структура молекулы бромида алюминия Al2Br6 представляет собой сдвоенные тетраэдры, в центре которых расположены атомы алюминия, ковалентно связанные с атомами брома.
Координационное число алюминия в молекуле бромида равно 4.
Энергия разрыва связи Al—Br в молекуле бромида алюминия составляет примерно 358 кДж/моль.
Вещество очень гигроскопично: на воздухе расплывается, легко поглощая влагу с образованием гексагидрата AlBr3•6H2O. Хорошо растворимо в воде, спирте, сероуглероде, ацетоне; плотность водного раствора при 20 °C составляет: 1079,2 кг/м³ (10%-ный раствор), 1172,5 кг/м³ (20%-ный раствор). Разлагается в горячей воде.

## Химические свойства
- Безводный бромид алюминия очень энергично реагирует с водой, выделяя при растворении много тепла и частично гидролизуясь:

{\displaystyle {\mathsf {AlBr_{3}+4H_{2}O\leftrightarrows [Al(H_{2}O)_{4}]^{3+}+3Br^{-}}}}
{\displaystyle {\mathsf {[Al(H_{2}O)_{4}]^{3+}+H_{2}O\leftrightarrows [Al(H_{2}O)_{3}(OH)]^{2+}+H_{3}O^{+}}}}
При нагревании водного раствора гидролиз можно провести полностью:
{\displaystyle {\mathsf {AlBr_{3}+3H_{2}O=Al(OH)_{3}\!\downarrow \!+3HBr\!\uparrow \!}}}
- Вступает в реакцию со щелочами:

{\displaystyle {\mathsf {AlBr_{3}+3NaOH=Al(OH)_{3}\!\downarrow \!+3NaBr}}}
{\displaystyle {\mathsf {AlBr_{3}+4NaOH=Na[Al(OH)_{4}]+3NaBr}}}
- При пропускании безводного сероводорода через раствор бромида алюминия в сероуглероде выпадает осадок комплексного соединения[11]:

{\displaystyle {\mathsf {AlBr_{3}+H_{2}S=AlBr_{3}}}\cdot {\mathsf {H_{2}S}}}
- При высокой температуре разлагается:

{\displaystyle {\mathsf {2AlBr_{3}=2Al+3Br_{2}}}}
При нагревании бромида алюминия с алюминием в газовой фазе (1000 °C) образуется нестабильный монобромид алюминия:
{\displaystyle {\mathsf {AlBr_{3}+2Al\leftrightarrows 3AlBr}}}
- С гидридом лития образует алюмогидрид:

{\displaystyle {\mathsf {AlBr_{3}+4LiH=Li[AlH_{4}]+3LiBr}}}
- Бромид алюминия — сильный акцептор электронных пар (кислота Льюиса) — легко присоединяет молекулы-доноры (на этом, в частности, основано его применение в органическом синтезе)[8]:

{\displaystyle {\mathsf {AlBr_{3}+C_{2}H_{5}Br}}\rightarrow {\mathsf {[C_{2}H_{5}]^{+}[AlBr_{4}]^{-}}}}

## Получение
Безводный бромид алюминия получают взаимодействием простых веществ (Al и Br2):
{\displaystyle {\mathsf {2Al+3Br_{2}=Al_{2}Br_{6}}}}
Водный раствор можно получить реакцией алюминиевой стружки с бромоводородной кислотой:
{\displaystyle {\mathsf {2Al+6HBr=2AlBr_{3}+3H_{2}\!\uparrow }}}

## Применение
Коммерческое применение бромида алюминия в настоящий момент относительно небольшое.
Бромид алюминия входит как основной компонент в состав ксилольных электролитов для электроосаждения алюминиевых покрытий.
Безводный бромид алюминия используется в органическом синтезе, в частности, в реакции алкилирования по Фриделю-Крафтсу, по аналогии с хлоридом алюминия.
Соединение может выступать катализатором в реакции изомеризации бромалканов, например:
{\displaystyle {\mathsf {CH_{3}\!\!-\!\!CH_{2}\!\!-\!\!CH_{2}Br\ {\xrightarrow {AlBr_{3}}}\ CH_{3}\!\!-\!\!CHBr\!\!-\!\!CH_{3}}}}
Также бромид алюминия может выступать в качестве бромирующего агента, например в реакции с хлороформом:
{\displaystyle {\mathsf {CHCl_{3}+HBr\ {\xrightarrow {90\ ^{o}C;\ AlBr_{3}}}\ CHBrCl_{2}+HCl}}}

## Опасность для здоровья
При контакте с кожей бромид алюминия может вызывать ожоги.